# Lý Quang Địa
Lý Quang Địa (tiếng Trung: 李光地; bính âm: Li Guangdi; 29 tháng 9 năm 1642 – 26 tháng 6 năm 1718) là một nhà chính trị, nhà lý học trứ danh thời kỳ đầu nhà Thanh. Mặc dù Lý Quang Địa là một vị quan có tiếng thanh liêm dưới triều Khang Hi, được người đời sau gọi là "thịnh thế lương thần" nhưng phẩm hạnh và nhân cách của ông cũng luôn là đề tài gây nhiều tranh cãi.
Ông đỗ Tiến sĩ vào năm 1670 và đứng thứ năm trên bảng vàng trong kỳ thi thời Khang Hi, làm quan đến chức Trực Lệ Tuần phủ, Lại bộ Thượng thư, Văn Uyên các Đại học sĩ và trở thành người đứng đầu Hàn lâm viện. Đến năm 1681, ông lại thúc đẩy tiến cử Thi Lang cầm quân và lên kế hoạch cho việc thu phục Đài Loan, chấm dứt vương triều Minh Trịnh của Trịnh Thành Công; được các học giả đương thời tôn xưng là An Khê tiên sinh (安溪先生), An Khê Lý tướng quốc (安溪李相国).

## Tên gọi
Lý Quang Địa còn có nhiều cái tên được ghi nhận:
- Biểu tự: Tấn Khanh (晉卿).[7]
- Tên hiệu: Hậu Am (厚庵),[8] Hậu Trai (厚齋),[9] Lâm Khanh (林卿).[10]
- Biệt hiệu: Dong Thôn (榕村), Hậu An (厚安).[9]
- Thất danh:[Chú 1] Thành Vân động (成雲洞), Dong Âm thư đường (榕陰書堂).[9]

## Cuộc đời

### Tuổi thơ và xuất sĩ làm quan
Lý Quang Địa sinh vào giờ Hợi, ngày 6 tháng 9 (âm lịch) năm Sùng Trinh thứ 15 (1642) trong một gia đình quan lại trí thức giàu có ở huyện An Khê - phủ Tuyền Châu - tỉnh Phúc Kiến. Sử sách ghi chép lại, ông từ nhỏ đã thông minh hơn người, mới 5 tuổi đã đến trường theo thầy đọc sách, "rất ít mở miệng, nhưng đã nói thì đều đã thuộc lòng, không sót một chữ; giỏi về đối, lên tiếng đều làm mọi người kinh ngạc, thầy giáo cũng không dạy được". Mới 13 tuổi, ông đã đọc hết các loại kinh thư kinh điển của Nho gia, 18 tuổi đã biên soạn "Tính lý giải", 19 tuổi thì viết "Tứ thư giải", 20 tuổi biên soạn "Chu dịch giải", 24 tuổi thì viết "Lịch tượng yếu nghĩa", đến 25 tuổi thì đã tinh thông âm luật.
Năm Khang Hi thứ 3 (1664), Lý Quang Địa thi đậu Cử nhân trong kỳ thi Hương. Sáu năm sau, ông đỗ Tiến sĩ, đứng vị trí thứ năm trên bảng vàng, được tuyển vào Thứ Thường quán làm vị trí Thứ Cát sĩ. Ông lên đường đến Bắc Kinh nhậm chức, để gia đình lại cho người em Lý Quang Pha săn sóc. Đến tháng 9 năm thứ 12 (1672), ông được thăng chức trở thành Biên tu của Hàn Lâm viện.
Năm thứ 12 (1673), ông được bổ nhiệm vào hội đồng chấm thi của kì thi Hương. Đến tháng 5 cùng năm, ông xin phép nghỉ để về Phúc Kiến thăm người thân.

### Bình định Tam phiên
Năm Khang Hi thứ 13 (1674), trong sự bùng nổ của Loạn Tam Phiên, Tĩnh Nam vương Cảnh Tinh Trung nổi dậy tạo phản, chiếm đất Phúc Kiến, Trịnh Kinh ở Đài Loan khởi binh tấn công Tuyền Châu, cả nhà Lý Quang Địa chạy trốn đến núi sâu, Trịnh Kinh và Cảnh Tinh Trung đều dụ hàng nhưng Lý Quang Địa kiên quyết từ chối. Trong khoảng thời gian này, ông cùng với một người bạn cùng khoa thi là Trần Mộng Lôi cùng nhau họp mưu, ông thuyết phục Trần Mộng Lôi vào làm gián điệp trong quân đội của Cảnh Tinh Trung. Một năm sau, Lý Quang Địa âm thầm viết mật báo, giấu bên trong lạp hoàn, phái người bí mật mang đến kinh thành, cuối cùng nhờ Nội các Học sĩ Phú Hồng Cơ trình lên Khang Hi Đế. Sau khi nhận được mật báo thì Khang Hi Đế cực kỳ cảm động, khen ngợi Lý Quang Địa trung thành với triều đình. Lúc bấy giờ, Thượng Chi Tín làm phản, xuất quân chiếm lĩnh Cống Châu, Nam An, nhưng không để vào được Phúc Kiến. Khang Thân vương Ái Tân Giác La Kiệt Thư từ Cù Châu đánh chiếm Tiên Hà quan, thu phục Kiến Ninh, Duyên Bình, Cảnh Tinh Trung bị ép xin hàng. Quân đội của Khang Thân vương Kiệt Thư tiến vào chiếm giữ Phúc Châu, Kiệt Thư lệnh cho Đô thống Lạp Cáp Đạt và Lãi Tháp Thảo đem quân đi đánh dẹp Trịnh Kinh, nhân tiện nghe ngóng chỗ ở hiện tại của Lý Quang Địa.
Đến năm thứ 16 (1677), triều đình nhà Thanh thu phục được Tuyền Châu. Lý Quang Địa đã bái kiến Lạp Cáp Đạt ở Chương Châu. Lạp Cáp Đạt đã báo lên Khang Thân vương Kiệt Thư rằng: "Lý Quang Địa quyết chí thề vì nước, dù cho sống đầu đường xó chợ cũng chưa từng mất đi chí hướng, cần phải được khen ngợi". Tháng 3, Khang Thân vương liền hạ lệnh ưu đãi và đề bạt Lý Quang Địa lên chức Ngạch ngoại Thị độc Học sĩ của Hàn lâm viện. Lý Quang Địa đến Phúc Châu thì cha ông mất, phải quay về nhà chịu tang.
Năm thứ 17 (1678), có một phiến quân khởi nghĩa lấy danh nghĩa "phục Minh" nổi dậy ở Đồng An, lấy hơn vạn người vây công An Khê. Lý Quang Địa chiêu mộ hơn trăm dũng sĩ địa phương cố thủ, chặt đứt đường vận chuyển lương thực của địch để giải vây. Không lâu sau, Trịnh Kinh phái tướng lĩnh Lưu Quốc Hiên đánh hạ các huyện Hải Trừng, Chương Bình, Đồng An, và Huệ An, áp sát Tuyền Châu, phá hư hai cầu Vạn An và Giang Đâu, cắt đứt đường viện trợ cho quân Thanh từ hai phía nam bắc. Lý Quang Địa phái sứ giả cấp báo cho quân của Lạp Cáp Đạt nhưng lại gặp phải tắc nghẽn đường sông do lũ. Vì vậy ông liền mang theo quân men theo đường nhỏ từ Chương Bình, An Khê mà vào, phối hợp cùng với chú của ông là Lý Nhật Hoàng và em trai ông là Lý Quang Điệt, Lý Quang Ngân liên hợp tấn công. Đại quân tiến vào chiếm giữ Tuyền Châu, đánh tan quân của Lưu Quốc Hiên. Lạp Cáp Đạt viết báo cáo công lao của Lý Quang Địa trình lên triều đình, Lý Quang Địa một lần nữa được đánh giá "ưu", được thăng làm Hàn Lâm viện Học sĩ.
Năm thứ 19 (1680), tháng 7, sau khi mãn tang, Lý Quang Địa trở lại kinh thành, Khang Hi Đế lệnh cho ông không cần bổ khuyết, lập tức nhậm chức Nội các Học sĩ kiêm Thị lang bộ Lễ. Trong khoảng thời gian này, ông tiến cử Thi Lang đảm nhiệm vị trí tướng lĩnh bình định Đài Loan, Khang Hi Đế tiếp thu việc tiến cử này, thuận lợi thu phục được Đài Loan.

### Chìm nổi chốn quan trường
Năm Khang Hi thứ 21 (1682), Lý Quang Địa xin phép nghỉ để đưa mẹ về quê, bốn năm sau mới trở lại kinh thành. Tháng 7, ông được bổ khuyết đưa vào vị trí Ngạch ngoại Học sĩ, ba tháng sau thì trở lại làm Nội các Học sĩ kiêm Kinh diên Giảng quan. Đến tháng 12, ông được thăng làm Chưởng viện Học sĩ, trở thành người đứng đầu trong Hàn lâm viện, hàm Tòng nhị phẩm. Gần cuối năm, ông kiêm nhiệm thêm Khởi cư chú quan, và việc giảng dạy các Thứ cát sĩ mới. Sang năm sau, vì mẹ bị bệnh nên ông xin về quê chăm sóc mẹ, được Khang Hi Đế đồng ý. Không những vậy, Khang Hi còn đặc biệt ra lệnh cho ông lập tức quay về kinh sau khi mẹ khỏi bệnh để đảm nhiệm chức vụ, trong suốt khoảng thời gian đó không cần điều người thay vị trí của ông.
Năm thứ 27 (1688), tháng 3, Lý Quang Địa trở lại kinh thành. Lúc ấy đang là tang kỳ của Hiếu Trang Văn Hoàng hậu, quan viên bộ Lễ liền lấy cớ đó vạch tội ông cố ý kéo dài thời gian trên đường đi, thân là quan Tam phẩm nhưng lại không thể kịp thời trở về kinh thành dập đầu trước tử cung của Thái hoàng thái hậu, cho rằng nên giao cho bộ Lại luận tội và xử lý. Bộ Lại đề xuất rằng nên giáng xuống năm cấp rồi thuyên chuyển, nhưng cuối cùng Khang Hi lại hạ chỉ miễn tội. Trước đây, ông đã từng tiến cử hai người Đức Cách Lặc và Từ Nguyên Mộng là người có học thức uyên thâm, viết văn cực kì ưu tú, Hán quan cũng không thể bằng. Tuy nhiên lại có người tố cáo rằng Đức Cách Lặc và Lý Quang Địa đã từng quen biết trước đây, vậy nên ông mới đề cử Đức Cách Lặc. Nhân việc ông đã quay lại kinh thành, Khang Hi lệnh cho ông cùng các quan viên xem xét bài thi của Đức Cách Lặc. Đến khi xem xét thì phát hiện văn chương của người này "từ ngữ thô bỉ, không hề nho nhã". Khi bị chất vấn, Lý Quang Địa cũng thú nhận tội "vọng tấu", bị giao cho các bộ luận tội xử lý. Lúc này, Khang Hi lại hạ chỉ, nói rằng Lý Quang Địa vốn nên bị trị tội, nhưng niệm tình khi ông nhậm chức Học sĩ chưa từng vì niệm tình mà qua loa lấy lệ, trong chiến tranh với Đài Loan, dù ai cũng nói không thủ được thì Lý Quang Địa vẫn đơn độc nói "có thể thủ", và ông cũng đã làm được, đây cũng là sở trường của ông. Ngoài lần này ra, Lý Quang Địa chưa từng "vọng tấu", đều là nói được làm được, vậy nên Khang Hi lại ra lệnh miễn tội, vẫn tiếp tục làm Học sĩ như cũ. Tháng 9 cùng năm, ông được chọn làm Chính khảo quan cho kỳ thi Hội dành cho võ.
Năm thứ 28 (1689), có một lần Khang Hi Đế đến đài quan sát tinh tượng, triệu các đại thần trong các bộ, viện, hỏi trong các Hán thần có ai hiểu biết về thiên văn hay không, các quan đều đáp không biết. Khang Hi liền cho gọi Lý Quang Địa đang là Chưởng viện Học sĩ, hỏi ông hiểu tinh tú được bao nhiêu. Lý Quang Địa liền tấu rằng, ngay cả Nhị thập bát tú thần còn chưa thể biết hết toàn bộ. Khang Hi liền nói ông tự biết mình, lại hỏi đến các vấn đề khác về nông lịch, sao Chủy, sao Sâm, ông tiếp tục đáp không biết. Khang Hi Đế vốn là một nhà bác học, tinh thông nhiều bộ môn, trong đó có cả thiên văn học, liên tục đặt ra các vấn đề cho Lý Quang Địa nhưng ông đều không thể trả lời. Điều này khiến cho Khang Hi Đế vô cùng thất vọng, cho rằng ông tài học chưa đến, không thể làm tấm gương sáng của Hàn Lâm, liền giáng ông xuống chức Thông chính sứ của Thông chính sứ ty. Nhưng đến tháng 12, ông lại được thăng chức trở thành Hữu Thị lang của bộ Binh. Cuối năm này có nạn mất mùa, Khang Hi lệnh cho các bộ phận liên quan chẩn tai, miễn trừ thuế ruộng, huy động lương thực đưa đến tay các nạn dân, tổ chức phát cháo tại nhiều địa phương; Lý Quang Địa cùng một số quan viên khác được lệnh chia làm bốn đường  để tuần tra xem xét. Trong khoảng thời gian này, ông được điều sang làm Tả Thị lang.
Năm thứ 30 (1691), tháng hai, triều đình tổ chức kì thi Hội, quan Chính khảo là Đại học sĩ Trương Ngọc Thư và Công bộ Thượng thư Trần Đình Kính, quan Phó khảo là Lý Quang Địa và Đốc bộ Thị lang của Binh bộ Vương Sĩ Chính. Đến tháng 9, phía nam sắp vào mùa lũ, Khang Hi Đế lệnh cho Hộ bộ Thị lang Bác Tế, Công bộ Thị lang Từ Đình Tỳ và Lý Quang Địa cùng với nguyên nhậm Hà Đạo Tổng đốc Cận Phụ đi tra xét Hoàng Hà và các công trình xung quanh, nếu có công trình nguy hiểm nào không vững chắc, có nguy cơ hư hỏng thì lập tức tu sửa. Tháng giêng ba năm sau (1694), Lý Quang Địa được thăng làm Đề đốc Học chính của Thuận Thiên. Nhưng vài tháng sau thì mẹ ông qua đời. Dựa theo lễ chế, ông phải cần từ chức để về quê chịu tang, làm tròn đạo hiếu, gọi là "đinh ưu thủ chế".  Theo nghiên cứu của giáo sư Bác Đạo - giáo sư viện Triết học Mac của Đại học Kinh tế Tài chính Thượng Hải, khi một quan viên xin về quê để tang cha mẹ (27 tháng), các vị trí của quan viên đó đều sẽ có người thay thế vào, sau khi quan viên trở lại kinh thành cũng phải đợi bổ khuyết, đó là một cách để rút ngắn nhiệm kỳ và tăng nhanh sự luân chuyển quan viên giữa các vị trí. Tuy nhiên, Khang Hi Đế lại một lần nữa hạ chỉ, nói rằng vị trí Đề đốc Học chính Thuận Thiên này vô cùng quan trọng, đặc cách cho Lý Quang Địa tại nhiệm chịu tang. Mặc dù đây là một đặc cách thể hiện sự trọng dụng của Khang Hi Đế, nhưng cũng là nguyên nhân dẫn đến "án đoạt tình" gây tranh cãi về Lý Quang Địa.
Năm thứ 36 (1697), sau khi mãn tang mẹ, ông được thăng làm Công bộ Hữu Thị lang. Không lâu sau lại thuyên chuyển làm Tả Thị lang nhưng vẫn kiêm nhiệm Đề đốc Học chính như cũ. Năm sau, trong một lần theo Khang Hi đến Thịnh Kinh tế tổ, ông đã được chọn làm thầy dạy cho Tam A ca Dận Chỉ. Tháng 12 cùng năm, nhờ "làm quan ưu tú" và "thanh liêm" mà ông được thăng làm Trực Lệ Tuần phủ. Trong thời gian ông tại nhiệm, ông đã xử lý rất tốt việc lũ lụt trong vùng, xây dựng các công trình thủy lợi, chỉnh đốn thủy vận, nhiều lần ông về kinh báo cáo công tác hay Khang Hi Đế đích thân đi khảo sát việc đê điều sông ngòi đều khen ông có năng lực làm việc tốt, nhiều lần đánh giá quan viên đều cho ông loại ưu.
Năm thứ 42 (1703), Khang Hi Đế hạ dụ chỉ rằng, từ lúc Lý Quang Địa nhậm chức Tuần phủ, mọi năm đều mưa thuận gió hòa, ngũ cốc được mùa, lòng dân đều tâm phục, nay vị trí Lại bộ Thượng thư đang trống, liền thăng Lý Quang Địa vào vị trí này, trở về kinh thành nhậm chức, đứng vào hàng Cửu Khanh, nhưng vẫn tiếp tục quản lý công việc của Trực Lệ Tuần phủ. Khoảng thời gian này là giai đoạn gay gắt nhất của "Cửu tử đoạt đích", Khang Hi Đế hạ lệnh bắt giam Sách Ngạch Đồ và xử tội hàng loạt những người thuộc phe Thái tử Dận Nhưng; Lý Quang Địa và Trương Đình Ngọc phụng lệnh điều tra vụ án này. Tháng 11 hai năm sau, ông tiếp tục được Khang Hi khen ngợi "năng lực và phẩm chất đều tốt", thăng làm Văn Uyên các Đại học sĩ.

### Cuộc sống cuối đời
Tháng 3 năm thứ 48 (1709), lấy Đại học sĩ Ôn Đạt và Lý Quang Địa làm Chính sứ, Tả Đô ngự sử Mục Hòa Luân làm Phó sứ cầm cờ tiết, trao cho Dận Nhưng sách bảo phục lập làm Hoàng thái tử. Từ sau năm 1711, ông đã nhiều lần dâng tấu xin về hưu. Nhưng Khang Hi Đế vì việc phế Thái tử lần thứ hai và việc chọn người kế vị mà trong lòng buồn bực, thân thể ngày càng nhiều bệnh, đối với các lão thần như Lý Quang Địa luôn có phần luyến tiếc. Khang Hi từng nói với Lý Quang Địa: "Nhìn thấy tấu chương của khanh, trong lòng trẫm thê lương. Nhớ đến một lớp cựu thần năm đó, nay đều không chút dấu vết mà rời đi. Như khanh vậy, trong triều chỉ còn lại một người, nay trẫm cũng già rồi, cũng không đành lòng nói thêm cái gì".
Tháng 6 năm thứ 54 (1715), Lý Quang Địa lại một lần nữa trình tấu chương xin về hưu, Khang Hi chỉ đồng ý cho ông nghỉ ngơi hai năm, sau khi xử lý xong chuyện trong nhà thì lập tức quay về kinh thành. Lúc ông chuẩn bị khởi hành, Khang Hi đã ban cho ông một biển ngạch "Mô minh bật hài". Đúng hai năm sau, Lý Quang Địa quay lại kinh thành, phụng lệnh giám sát nhóm người Đại học sĩ Vương Diễm biên soạn "Xuân Thu truyền thuyết".
Tháng giêng năm thứ 57 (1718), các đại thần tấu định thụy hiệu cho Hiếu Huệ Chương Hoàng hậu, lại viết sót ba chữ "Chương Hoàng hậu", các bộ nghị tội xét nên hàng Lý Quang Địa ba cấp, nhưng Khang Hi ra lệnh miễn đi. Ngày 28 tháng 5 năm đó, bệnh cũ tái phát bất ngờ, Lý Quang Địa qua đời khi vẫn còn đang tại nhiệm, thọ 77 tuổi. Khang Hi Đế phái Hằng Thân vương Dận Kì đến phúng viếng, ban thưởng một ngàn lượng bạc và cho gọi Công bộ Thượng thư Từ Nguyên Mộng từ Nhiệt Hà trở về chăm lo cho tang sự của Lý Quang Địa. Không lâu sau, ông được truy thụy hai chữ "Văn Trinh" (文贞). Đến thời Ung Chính, ông được truy tặng hàm Thái tử Thái phó, Quang lộc Đại phu, đưa vào thờ tự trong Hiền lương từ.

### An táng
Mộ phần của Lý Quang Địa được đặt ở rừng Bách Diệp, thôn Tân Phản, trấn Bồng Lai của huyện An Khê. Mộ nguyên được làm bằng đá, hình dạng tổng thể tương tự chữ "风", nhưng toàn bộ các công trình như mộ bia, tượng người và thú bằng đá, cột trụ đá khắc hoa văn, tấm bia to ngự chế đều đã bị phá hủy vào năm 1958 để lấy đá xây kênh mương. Về sau hậu duệ của Lý Quang Địa sửa sang lại nơi này, khôi phục mộ bia. Đến năm 1988, huyện An Khê chính thức công nhận nơi này thuộc sự bảo vệ của đơn vị bảo vệ văn vật cấp huyện.

## Học thuật

### Triết lý
Triết lý của Lý Quang Địa bắt nguồn từ trường phái Trình – Chu, mặc dù là một tín đồ của Chu Hi, ông không hoàn toàn coi thường lời dạy của Lưu Cửu Uyên và Vương Dương Minh - những người có tư tưởng trái ngược, thậm chí là bác bỏ tư tưởng của Chu Hi. Ông cũng nêu rõ những điểm tương đồng giữa những lời dạy của Khổng Tử với những lời dạy của Tất-đạt-đa Cồ-đàm và Lão Tử. Lý Quang Địa cảm thấy rằng bản chất con người (mà ông tin rằng vốn dĩ là tốt) là chủ đề cuối cùng trong nghiên cứu của ông, và bản chất đó là kim chỉ nam để làm nền tảng cho đạo đức con người. Ông còn quan tâm đến khoa học và các phát kiến khoa học phương Tây.

### Tác phẩm
Lý Quang Địa có một số tác phẩm nổi danh:
- Chu Dịch thông luận (周易通论), 4 quyển
- Chu Dịch quan tượng (周易观象), 12 quyển
- Thi sở (诗所), 8 quyển
- Đại học cổ bản thuyết (大学古本说), 1 quyển
- Trung dung chương đoạn (中庸章段), 1 quyển
- Trung dung dư luận (中庸余论), 1 quyển
- Độc luận ngữ trát ký (读论语札记), 2 quyển
- Độc Mạnh Tử tạp ký (读孟子杂记), 2 quyển
- Cổ lạc kinh truyện (古乐经传), 5 quyển
- Âm Phù Kinh chú (阴符经注), 1 quyển
- Chu Tử lễ toản (朱子礼纂), 5 quyển

Một cuốn sách mang tên "Dong Thôn toàn tập" tổng hợp về các tác phẩm của ông đã được biên soạn và xuất bản vào khoảng 100 năm sau khi ông qua đời. Ngoài ra, ông từng theo lệnh vua biên soạn các tác phẩm:
- Tính lý tinh nghĩa (性理精義)
- Chu Tử toàn thư (朱子全書), 66 quyển
- Chu Dịch chiết trung (周易折中), 22 quyển

Có thể nói, ông là một đại diện tiêu biểu cho Tống Nho học thời Thanh sơ, cũng là lý do ông được Khang Hi Đế chọn trở thành một trong các thầy dạy vỡ lòng cho Thái tử Dận Nhưng.

## Tranh cãi

### Bán rẻ bạn bè
Vì án "bán rẻ bạn bè" mà Lý Quang Địa có tiếng xấu trong giới sĩ lâm. Lúc Loạn Tam Phiên xảy ra, Cảnh Tinh Trung chiếm Phúc Kiến, Trịnh Kinh ở Đài Loan khởi binh tấn công Tuyền Châu, cả nhà Lý Quang Địa chạy trốn đến núi sâu, Trịnh Kinh và Cảnh Tinh Trung đều dụ hàng nhưng Lý Quang Địa quả quyết từ chối, tránh xa vào núi sâu. Cũng là một Tiến sĩ cùng khoa thi năm 1670 với Lý Quang Địa, Trần Mộng Lôi lọt vào sự cướp bóc của Cảnh Tinh Trung ở Phúc Kiến. Chú của Lý Quang Địa là Lý Nhật Dục âm thầm đến tìm Trần Mộng Lôi để tìm hiểu. Sau khi Lý Quang Địa hiểu được tinh thần của Trần Mộng Lôi liền đến bàn nhau kế phá địch. Trần Mộng Lôi chịu trách nhiệm thám thính quân tình của Cảnh quân, Lý Quang Địa thì chịu trách nhiệm báo cáo tình hình Phúc Kiến cho triều đình nhà Thanh thông qua một vị đại thần quê Phúc Kiến là Phú Hồng Cơ. Về sau, quả nhiên giúp đỡ được quân triều đình tiêu diệt Cảnh quân, Lý Quang Địa được Khang Hi Đế khen ngợi, nhưng ông cũng đã sớm đem tấu chương cho danh tiếng "Trần Mộng Lôi" giấu đi, độc chiếm công lao. Sau khi phản loạn được dẹp yên, Trần Mộng Lôi vốn hãm thân trong quân đội địch cũng bị quy kết vào tội theo phản quân, bị bắt bỏ tù, biếm đến giữ Phụng Thiên. Còn Lý Quang Địa lại lên như diều gặp gió, chẳng mấy chốc đã lên đến Văn Uyên các Đại học sĩ. Lý Quang Địa không những không cứu Trần Mộng Lôi mà còn bỏ đã xuống giếng, vì vậy mới bị sĩ lâm trong thiên hạ xưng "Bán rẻ bạn bè", đây cũng là "Trần - Lý công án" gây nhiều tranh cãi về Lý Quang Địa.
Trần Mộng Lôi bị bắt giam, bi phẫn đến cùng cực, bỏ suốt một tháng 7 để viết "Cáo Đô thành hoàng văn", vạch trần hành vi bội tình bạc nghĩa của Lý Quang Địa. Trần Mộng Lôi cực kỳ căm hận Lý Quang Địa, mắng ông là "Khi quân phụ hữu" (Dối gạc vua, bội bạc bạn bè), lại viết thêm "Cùng Lý An Khê tuyệt giao thư" (hoặc còn có tên là "Cùng Lý Quang Địa tuyệt giao thư"). Đến năm Khang Hi thứ 19 (1680), Hình bộ Thượng thư Từ Kiền Học  quản lý việc lao ngục đã "thay mặt" Lý Quang Địa viết một bản thảo tấu chương nêu rõ biểu hiện chân thật của Trần Mộng Lôi trong lúc Cảnh Tinh Trung làm loạn ở Phúc Kiến, ép Lý Quang Địa phải ra mặt dâng lên. Lý Quang Địa nghĩa lý đều khó từ chối, đành phải ký tên. Nhưng đến cuối cùng ông cũng không chịu nói rõ công lao của Trần Mộng Lôi, chỉ vẻn vẹn xin khoan hồng mà thôi. Cuối cùng, Trầm Mộng Lôi cũng bị lưu vong đến Phụng Thiên.

### Án đoạt tình
Án đoạt tình của Lý Quang Địa phát sinh sau khi mẹ ông qua đời. "Đoạt tình" ở đây không phải là đoạt người yêu của ai mà là liên quan đến việc ông "tại nhiệm để tang" dẫn đến một hồi luận tội. Năm Khang Hi thứ 33 (1694), mẹ Lý Quang Địa qua đời. Khang Hi Đế hạ chỉ, nói rằng vị trí Đề đốc Học chính Thuận Thiên này vô cùng quan trọng, đặc cách cho Lý Quang Địa tại nhiệm chịu tang. Vì vậy, Lý Quang Địa xin phép nghỉ, dự định tháng 9 về quê, đến tháng 12 sẽ quay lại, không bỏ lỡ hai khoa thi cuối năm. Đối diện với tình huống này, các Ngự sử như Thẩm Khải Tằng, Dương Kính Nho rất bất mãn, cho rằng ông "tham vị vong thân", trái với cả lẽ cả tình; liền dâng tấu lên Khang Hi rằng: "Hoàng thượng lệnh Lý Quang Địa tại nhiệm để tang, có thể là đang dùng cái này để thử Quang Địa. Nhưng lòng người khó đoán, Quang Địa cả ngày nói dạy nhân nghĩa, nói trung hiếu, một lần thử này có thể thấy được tâm thuật cũng không ngay thẳng như vậy". Cuối cùng, Khang Hi Đế hạ lệnh tạm cách chức Lý Quang Địa, không cho phép về quê.

### Án con trai ngoại thất trở về
Án con trai ngoại thất trở về (hay án ngoại phụ chi tử lai quy) là về chuyện Lý Quang Địa từng làm một kỹ nữ có thai khi tuổi còn trẻ; đến khi Lý Quang Địa về già thì đứa trẻ trở về nhận tổ quy tông. Tuy nhiên Lý Quang Địa lại vô cùng lạnh nhạt, nhất quyết không nhận đứa con trai này. Đây là án khiến cho các việc đánh giá Lý Quang Địa trở nên cực kỳ mâu thuẫn, ông được khen tặng bao nhiêu về cuộc đời làm quan tài giỏi và thanh liêm thì bị chê bai bấy nhiêu và phẩm hạnh và nhân cách.

## Đánh giá
Đương thời, Lý Quang Địa rất được Khang Hi Đế coi trọng, đặc biệt là thời kỳ những năm cuối Khang Hi, ông được Khang Hi khen tặng là: "Cẩn thận thanh cần, thủy chung một lòng, học vấn uyên bác". Sau khi Dận Nhưng bị phế, ông bắt đầu một lòng phò trợ Dận Chân - người về sau trở thành Ung Chính Đế. Ông được Ung Chính khen tặng rằng: "Con người một đời hoàn mỹ".
Lý Quang Địa mặc dù là một vị quan tài giỏi lại thanh liêm hiếm có nhưng những đánh giá của các sử gia lại thường xoay quanh phẩm hạnh gây tranh cãi của ông.
Tứ khố toàn thư Tổng mục đề yếu từng bình viết về Lý Quang Địa:
| “ | 光地之学, 源於朱子, 而能心知其意, 得所变通, 故不拘墟於门户之见. 其诂经兼取汉唐之说, 其讲学亦酌采陆王之义, 而於其是非得失, 毫厘千里之介, 则辨之甚明, 往往一语而决疑似. . Học vấn của Quang Địa, vốn xuất phát từ Chu Tử, nhưng có thể trong lòng biết nghĩa, không chỉ biết mà còn thông suốt, nguyên do chính là không câu nệ thiên kiến bè phái. Từ cổ đến nay, lấy Hán Đường mà nói, việc dạy học trước cũng phải cân nhắc chọn lấy Lục vương chi nghĩa, mà với những thị phi được mất, chút ít thiên lý chi giới, cũng là phân biệt quá rõ ràng, thường chỉ một câu mà quyết hư hư thực thực. | ” |

Ấy chính là khen việc Lý Quang Địa không câu nề thiên kiến bè phái mà có thể tiếp thu các trường phái học thuật khác nhau, toàn tâm vì học thuật, không để ý những thị phi được mất. Tuy nhiên, theo Toàn Tổ Vọng (全祖望), Lý Quang Địa lại là một "ngụy quân tử": "Tuổi trẻ thì bán rẻ bạn bè, trung niên thì đoạt tình, tuổi già thì lại có con trai ngoại thất trở về. Bản chất đại nho là như thế à?". Cũng vì ba án này mà Lý Quang Địa bị xem là phẩm đức không tốt, khiến cho thái độ của các học giả đối với ông trong một thời gian dài là "không nghiên cứu, không bình phẩm, khinh thường nhắc đến".

## Gia quyến
- Ông nội: Lý Tiên Xuân
- Cha: Lý Triệu Khánh
- Mẹ: Ngô thị[1]
- Con cái:
  - Lý Chung Luân
  - Lý Chung Tu
  - Lý Chung Tá
  - Lý Chung Thiển
  - Lý Chung Kiều
  - Lý Chung Vượng
- Cháu nội: Lý Thanh Tảo
- Cháu cố: Lý Duy Hàn

## Trong văn hóa đại chúng
| Năm  | Thể loại         | Tác phẩm                                                          | Diễn viên      |
| 2001 | Phim truyền hình | Khang Hi vương triều                                              | Liêu Kinh Sinh |
| 2001 | Kinh kịch        | Thương hải trung hồn (沧海忠魂)                                   | Chu Bảo Quang  |
| 2003 | Phim truyền hình | Thi Lang đại tướng quân (施琅大将军)                              | Hồng Đào       |
| 2003 | Phim truyền hình | Hoàng thái tử Bí sử (皇太子秘史)                                  | Thường Hồng    |
| 2004 | Phim truyền hình | Ngự tiền tứ bảo (御前四宝)                                        | Ngọ Mã         |
| 2010 | Phim truyền hình | Thiếu Lâm Tự truyền kỳ chi Đại Mạc anh hào (少林寺传奇之大漠英豪) | Cao Lan Thôn   |
| 2011 | Phim truyền hình | Bộ bộ kinh tâm                                                    | Cao Sâm        |